# Fiastra
Fiastra è un comune italiano di 602 abitanti della provincia di Macerata nelle Marche.
È comune sparso con capoluogo in località Trebbio. Nelle vicinanze è situato il Lago di Fiastra lungo le cui sponde si sono sviluppate alcune attività ricettive come la pesca.

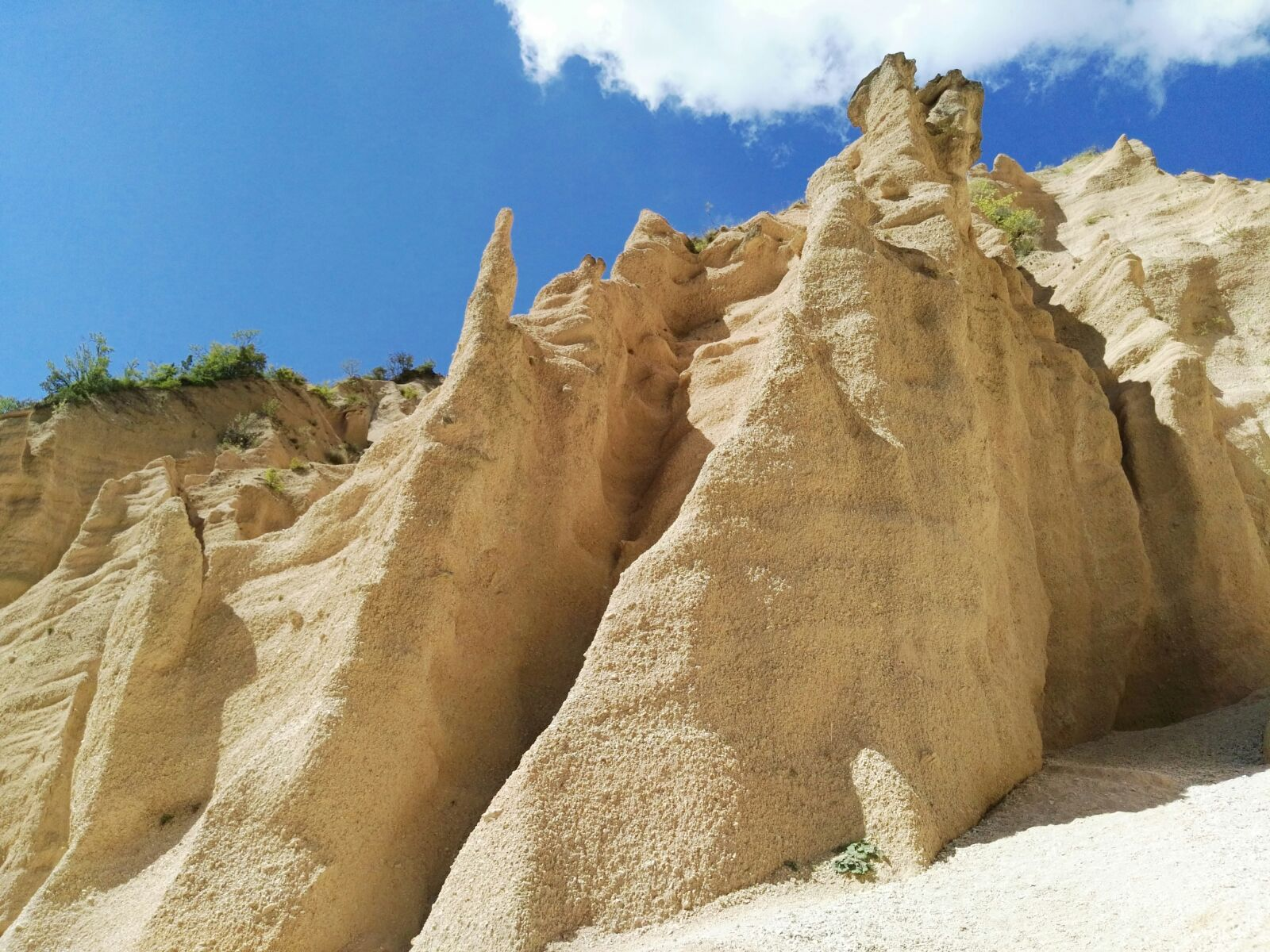
Lame Rosse.

## Storia

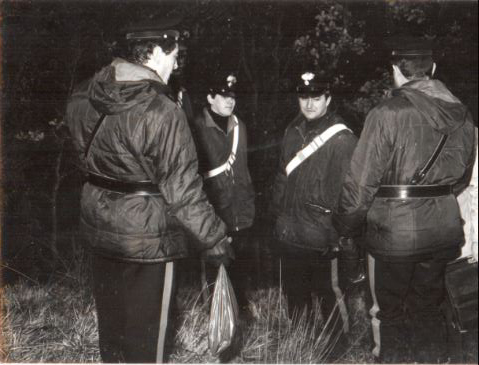
I carabinieri ritrovano i resti di Jeannette e Gabriella

Il 29 novembre 1980 due donne, Jeannette Bishop e Gabriella Guerin, sparirono dopo essersi dirette in montagna, direzione Sassotetto, da Sarnano. Una tormenta colpì il paese il 29 e 30 novembre e le due donne non fecero mai ritorno. I resti dei loro corpi, oramai scheletriti e danneggiati dai cinghiali, vennero ritrovati il 27 gennaio 1981 da due cacciatori in un bosco a Podalla, tra il Lago di Fiastra e l'eremo di San Liberato. Secondo il procuratore Alessandro Iacoboni è stato un duplice omicidio volontario. Il caso è conosciuto come Giallo dei Sibillini.
Il 1º gennaio 2017 ha incorporato l'ex comune di Acquacanina, che è divenuto sua frazione.

## Monumenti e luoghi di interesse
Chiesa di San Paolo
La chiesa, dedicata al patrono della comunità, risale al V secolo, ma fu riedificata nel VII secolo e, per una seconda volta, dai conti Negalotti fra il 1170 e il 1259, in stile romanico. Il terremoto del 2016 ha causato gravi danni all'edificio ed un primo finanziamento per i restauri è stato erogato nell'ottobre 2023.
L'edificio sacro presenta una pianta pressoché quadrangolare, sostenuta da tre navate suddivise da sei colonne non perfettamente regolari: «le colonne e gli archi di destra, che poggiano su capitelli, sono in mattone, mentre, quelle di sinistra e le absidi sono state costruite in pietra squadrata bianca alternata da conci in calcare rosa». L'esterno ha una facciata a capanna caratterizzata da un portale a tutto sesto sormontato da una piccola croce. L'interno ha ospitato la Conversione di San Paolo del Baciccio, del 1700 circa, oggi presso il Museo Diocesano di Camerino, mentre all'altare maggiore era un polittico rubato nel 1904, firmato da Antonio Sparapane da Norcia e realizzato probabilmente nel 1487-88 circa. Nella cappella di sinistra è collocata una statua in legno raffigurante la Madonna in trono col Bambino, forse proveniente da Norcia e databile ai primi decenni del Cinquecento, che ha nel basamento una tavola più antica, duecentesca. All'altare della cappella sulla destra, decorata con stucchi settecenteschi, è un Crocifisso in legno intagliato e dipinto della fine del XV o dei primi decenni del XVI secolo, attribuito a Lucantonio Barberetti.
Il Castello Magalotti
Chiamato nell’antichità Castrum Flastrae, è un insieme di edifici costruiti sul colle di San Paolo prima del IX secolo. È un esempio di abile ingegneria militare dei Longobardi, all'interno di tipiche fortificazioni di difesa concentriche. Esso apparteneva al Brevi Medii, una delle quattro unità amministrative dotate di propri statuti e regolamenti, nelle quali era suddiviso il comune di Fiastra a quel tempo. Le altre erano: Brevii Sancti Laurentii, Brevii Campibonihominis e Brevii Canonice. Il castello si conservò perfettamente e non subì interventi durante i secoli successivi, che tramandarono fino all'età odierna anche le regole della vita economica e sociale dell'epoca. Intorno al XVI secolo raggiunse un'estensione di 21.000 metri quadri, corrispondente alla fase del suo massimo sviluppo, prima del declino provocato dalla diffusione della polvere da sparo.

Nel 1436, furono pubblicati in gotico latino i quattro libri degli Statuta cois castri Flastrae condita anno MCCCCXXXVI, ai quali nel 1643, furono aggiunti ulteriori 49 capitoli. I relativi manoscritti sono esposti nel museo comunale di Fiastra.

## Società

### Evoluzione demografica
Abitanti censiti

## Amministrazione
| Periodo        | Periodo        | Primo cittadino      | Partito                       | Carica  | Note   |
| -------------- | -------------- | -------------------- | ----------------------------- | ------- | ------ |
| 3 giugno 1985  | 25 maggio 1990 | Mauro Angelo Blanchi | Partito Repubblicano Italiano | Sindaco | [ 13 ] |
| 26 maggio 1990 | 23 aprile 1995 | Giancarlo Gorini     | Democrazia Cristiana          | Sindaco | [ 13 ] |
| 24 aprile 1995 | 13 giugno 1999 | Giorgio Piccioni     | Centro                        | Sindaco | [ 13 ] |
| 14 giugno 1999 | 12 giugno 2004 | Mauro Angelo Blanchi | Lista civica                  | Sindaco | [ 13 ] |
| 13 giugno 2004 | 7 giugno 2009  | Claudio Castelletti  | Lista civica                  | Sindaco | [ 13 ] |
| 8 giugno 2009  | 25 maggio 2014 | Claudio Castelletti  | Uniti per Fiastra             | Sindaco | [ 13 ] |
| 26 maggio 2014 | 26 maggio 2019 | Claudio Castelletti  | Uniti per Fiastra             | Sindaco | [ 13 ] |
| 27 maggio 2019 | 9 maggio 2024  | Sauro Scaficchia     | Uniti per Fiastra             | Sindaco | [ 13 ] |
| 10 maggio 2024 | in carica      | Giancarlo Ricottini  | Fiastra Volta Pagina          | Sindaco | [ 13 ] |

## Galleria d'immagini

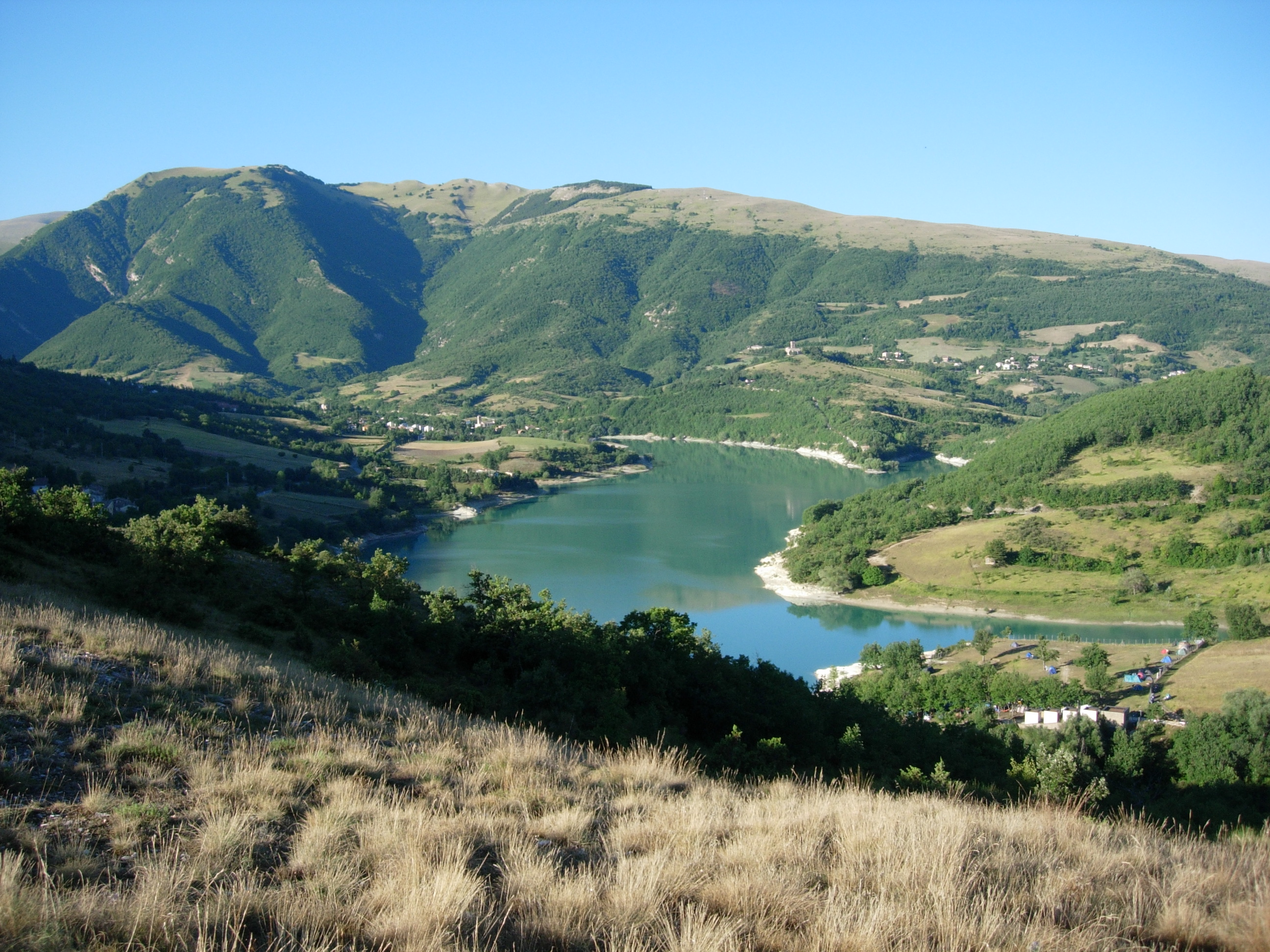
Lago di Fiastra
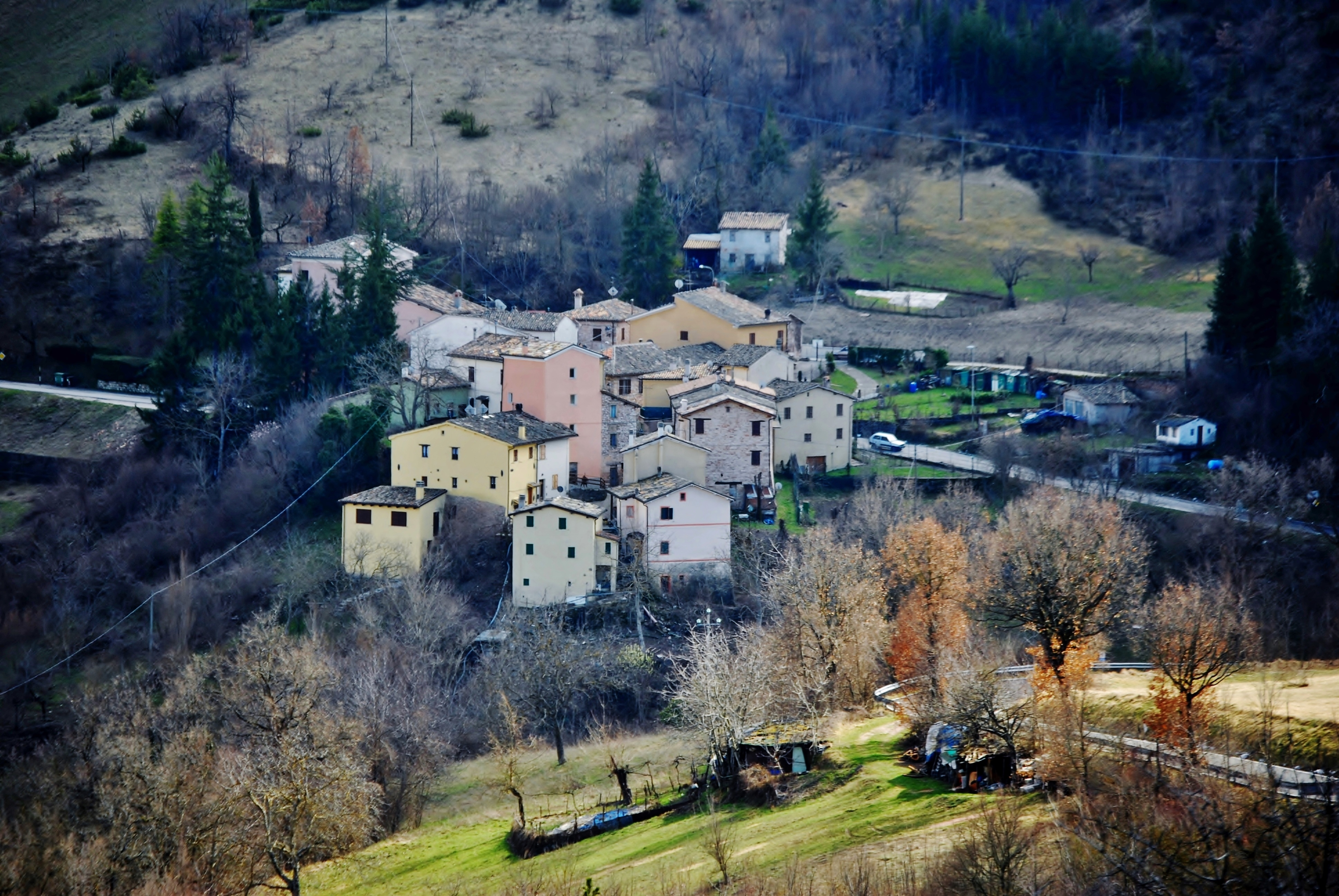
Veduta di Fiastra
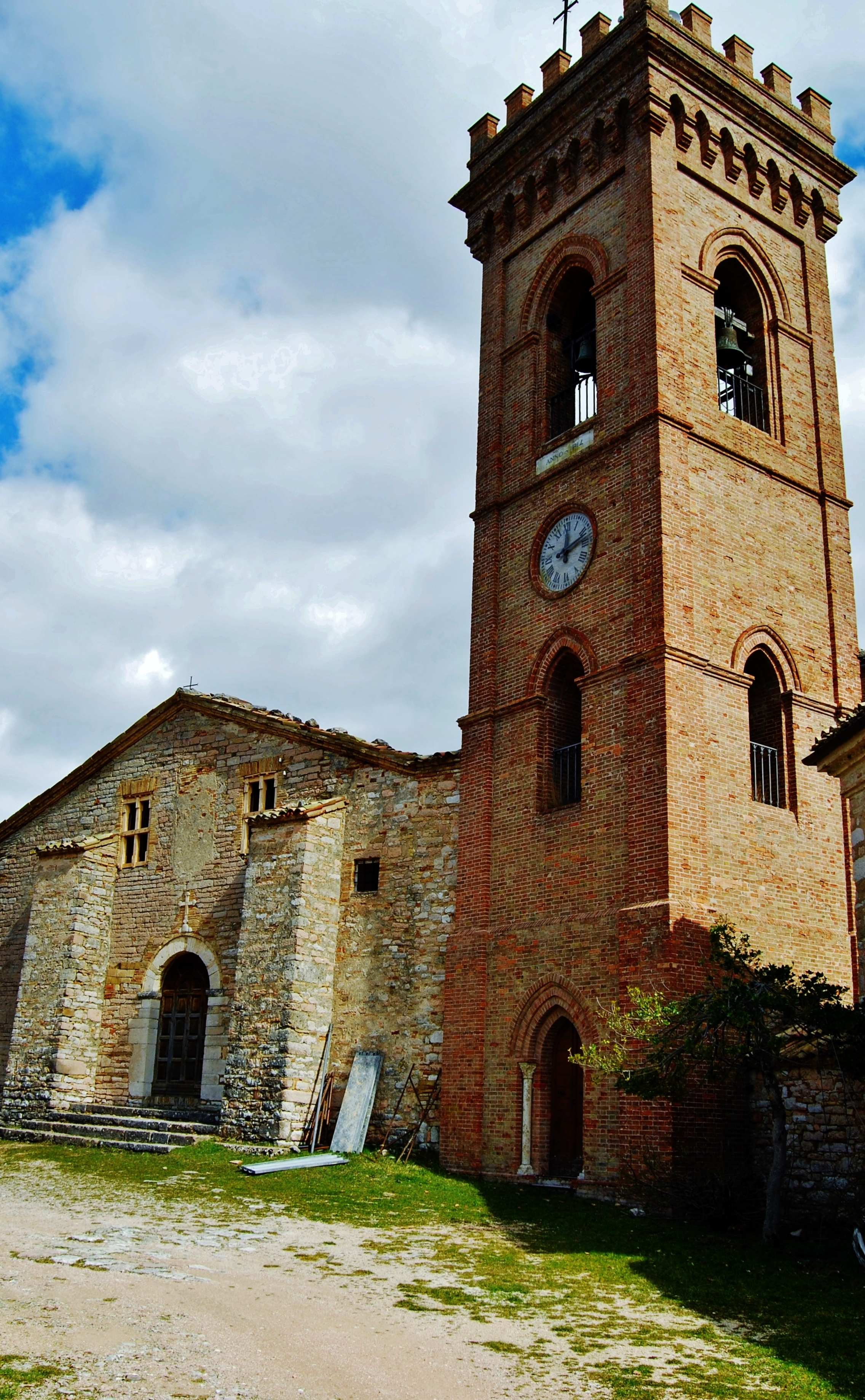
Chiesa di San Paolo
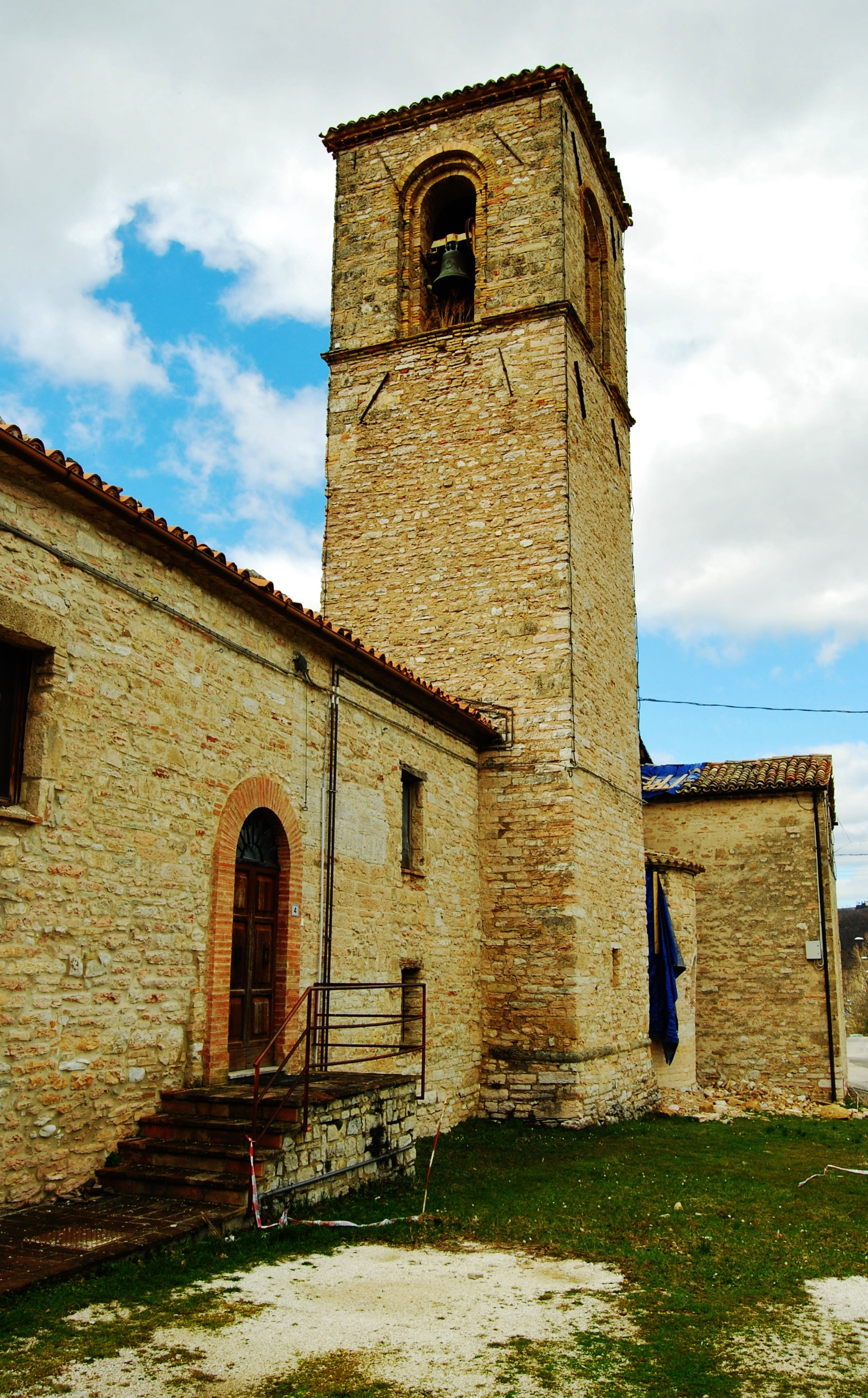
Chiesa di San Lorenzo al lago